# Mobil Oil Raffinerie Wörth
Die Mobil Oil Raffinerie Wörth GmbH war eine Erdölraffinerie in der Stadt Wörth am Rhein in Rheinland-Pfalz.

## Standortwahl und Errichtung
Bereits die DEA hatte die Eignung des Standortes zum Bau einer Ölraffinerie erkannt, da er sich nahe dem Rheinhafen Wörth und am Ende der Rohöl-Pipelines von Marseille (SEPL) und Oberitalien (TAL) befinden würde und kartierte das Gelände 1957. Dennoch entschied sich die DEA, ihre Raffinerie in Karlsruhe zu errichten.
Am 5. Januar 1962 kaufte Mobil Oil von der Gemeinde Wörth eine Fläche von 55 Hektar zur Errichtung der Raffinerie. Die Gesamtfläche betrug 120 Hektar. Die Bauarbeiten begannen im Frühjahr 1968, 1969 hatte der zentrale Schornstein seine Höhe von 150 Metern erreicht. Ende Januar 1970 wurden erstmals spezifikationsgerechte Produkte erzeugt. Die offizielle Übergabe der Raffinerie fand am 22. Juni 1970 statt. Die Investition betrug 260 Millionen Mark, die Kapazität der 71 Produktions- und Lagertanks betrug 597.000 m³. Anfangs hatte die Raffinerie 250 Mitarbeiter. Die Kapazität betrug 1971 insgesamt 3,5 Millionen Tonnen, wurde später aber bis auf eine Kapazität von 6,0 Millionen t gesteigert. 1978 betrug die Kapazität der Konversionsanlagen, auch Cracker genannt, 670.000 t.
Im März 1973 wurde eine Anlage zur Herstellung von Bitumen-Produkten mit einer Kapazität von etwa 300.000 Tonnen fertiggestellt. In den folgenden Jahren wurden weitere Tanks errichtet. Mit der Ölkrise 1973 verzichtete Mobil-Oil zunächst auf geplante Erweiterungen. 1976 wurde  mit Kostenbeteiligung des Bundes in Anlagen zur Herstellung von Düsentreibstoff und zum Anschluss der Raffinerie an das NATO-Pipelinesystem investiert. Bis Ende 1979 wurden 355 Millionen Mark in die Raffinerie investiert.

## Stilllegung und Demontage
Aufgrund von Überkapazitäten auf dem europäischen Raffineriemarkt und den sehr hohen Umweltschutzauflagen in Deutschland gegenüber anderen europäischen Ländern geriet die Raffinerie unter Druck und konnte sich international nicht mehr behaupten. Die Stilllegung wurde auf einer Pressekonferenz am 31. Mai 1995 bekannt gegeben. Am 30. September 1995 wurde die Verarbeitung von Rohöl eingestellt und die Anlagen wurden heruntergefahren. Zur Zeit des Stilllegungsbeschlusses arbeiteten 318 Personen in der Raffinerie. Besondere Brisanz hatte diese Entscheidung, da Mobil Oil am 12. Dezember 1995 bekannt gab, die Raffinerie in Indien wieder aufzubauen. Am 30. Juni 1996 waren alle Stilllegungsarbeiten abgeschlossen und das Werk wurde endgültig geschlossen.
Die Demontage der Raffinerie war Ende Januar 2000 abgeschlossen, der Rückbau und der Aushub von kontaminiertem Erdreich kostete 7,6 Millionen Euro und fand bis 2001 statt.

## Verbleib und Wiederaufbau in Indien
Die zerlegte Anlage wurde mehr als 10 Jahre lang im Hafen Moerdijk (Niederlande) gelagert, ehe die ca. 150.000 Tonnen Fracht 2008/2009 vom deutschen Konsortium Deugro/COLI per Seefracht in 13 Transporten nach Indien gebracht wurden.
Vor der Küste des Hafens Cuddalore, Bundesstaat Tamil Nadu wurden die teilweise tonnenschweren und sperrigen Teile auf Pontons und Schuten verladen und über eine spezielle Landebrücke an Land gebracht. In Cuddalore entwickelt die Nagarjuna Oil Corporation Ltd (NOCL) eine moderne Rohölraffinerie als größte Einzelinvestition des Bundesstaates Tamil Nadu. In der ersten Phase wird bis Ende 2012 eine Produktionskapazität von 6 Millionen Tonnen Rohöl pro Jahr errichtet, für die 134,9 Millionen US-Dollar aufgewendet werden. Für eine zweite Phase bis 2015 (15 Mt/a) sollen bis zu 224,8 Millionen US-Dollar investiert werden.
Die NOCL ist eine Unternehmensgründung auf Betreiben der Wirtschaftsförderagentur Tamil Nadu Industrial Development Corporation (TIDCO). Mehrheitseigentümer der NOCL (51 %) ist das Agrochemieunternehmen Nagarjuna Fertilizers & Chemicals Ltd (NFCL), weitere Anteile halten Tata Petrodyne, Uhde und die Hafengesellschaft Cuddalore Port. Seit 2012 ist die Ölhändler Trafigura Teilhaber an der NOCL.

## Konversion
1999 verpflichtete sich Mobil-Oil in einer öffentlich-rechtlichen Vereinbarung mit dem Kreis Germersheim zu der Sanierung des Geländes. Der Sanierungsplan lag bereits seit 1997 vor und zeitgleich mit dem Rückbau der Raffinerie wurde mit der Sanierung der Boden- und Grundwasserverunreinigungen begonnen. 640.000 m³ belastete Böden wurden ausgehoben und auf dem Gelände in einer Bodenbehandlungsanlage biologisch saniert und wieder eingebaut, das belastete Grundwasser aus Brunnen gefördert und ebenfalls vor Ort gereinigt. Die Sanierung dauerte bis 2006 an, in der Nachsorgephase bis 2010 wurde das Grundwasser überwacht, zum Teil bis 2013.
Auf dem Gelände der ehemaligen Raffinerie hat sich ab 2001 die Papierfabrik Palm angesiedelt. Daneben entstand das Industriegebiet Wörth-Oberwald, in dem sich weitere Unternehmen ansiedelten, darunter eine Spedition, ein metallverarbeitender Betrieb, ein Sitzhersteller und ein Zentrallager eines Discounters. Außerdem entstand zwischen 2012 und 2014 auf 22 Hektar Fläche ein Werk der Mitteldeutschen Erfrischungsgetränke. Die Investition betrug mehr als 100 Millionen Euro. Nach Werksangaben sind rund 150 Arbeitsplätze entstanden.